# 神野村 (京都府)
神野村（かんのむら）は、京都府熊野郡にあった村。現在の京丹後市久美浜町の東部、久美浜湾潟湖部の東岸にあたる。

## 地理
- 海洋：久美浜湾
- 山岳：甲山
- 河川：川上谷川、佐濃谷川

## 歴史
- 1889年（明治22年）4月1日 - 町村制の施行により、甲山村・神崎村・浦明村・鹿野村の区域をもって発足。
- 1955年（昭和30年）1月1日 - 久美浜町・川上村・海部村・田村・湊村と合併し、改めて久美浜町が発足。同日神野村廃止。

## 交通

### 鉄道路線
- 日本国有鉄道
  - 宮津線（現・京都丹後鉄道宮豊線）
    - 丹後神野駅（現・小天橋駅）

現在は旧村域にかぶと山駅が所在するが、当時は未開業（1962年に甲山駅として開業）。